# Pedro José Moreno Rodríguez
Pedro José Moreno Rodríguez (Arcos de la Frontera, província de Cadis, 9 d'agost de 1839 - Madrid, 1908) fou un polític espanyol.

## Biografia
Fill d'un metge i agricultor benestant, estudià a Jerez de la Frontera i es llicencià en Dret Civil i Canònic a la Universitat de Sevilla. Es diu que va estar alcalde d'Arcos de la Frontera en 1855, però no sembla compatible amb la seva data de naixement, que figura a la base de dades del Congrés dels Diputats. Convertit al republicanisme, va contribuir a l'organització del Partit Republicà Democràtic Federal a Cadis entre 1865 i 1866 i publicà articles a El Demócrata Andaluz. Participà activament en la revolució de 1868, en al que representà Arcos de la Frontera a la Junta de Cadis i fou diputat a la Diputació provincial de Cadis. Fou elegit diputat per Arcos de la Frontera a les eleccions generals espanyoles de 1869, 1871, abril de 1872, agost de 1872 i 1873. Fou el diputat que el 28 de maig de 1872 preguntà Práxedes Mateo Sagasta en debat parlamentari si s'havia per afers electorals necessitava diners del Ministeri de la Governació i s'apropià de dos milions de rals del Ministeri d'Ultramar. Com que Sagasta es va negar a ensenyar l'informe a la Cambra provocà un escàndol que se saldà amb la dimissió del govern el 22 de juny de 1872.
Entre juliol i setembre de 1873 fou nomenat Ministre de Gràcia i Justícia de la Primera República Espanyola sota la presidència de Nicolás Salmerón y Alonso. Durant el seu mandat ser l'autor del projecte de llei sobre la separació de l'Església i l'Estat, que va ser llegit per ell mateix, en la sessió del Congrés del 2 d'agost de 1873. El seu últim càrrec va ser el de conseller d'estat. Tornà a ser elegit diputat pel Partit Republicà Possibilista per Jerez de la Frontera a les eleccions generals espanyoles de 1881, però dimití al cap de poc i es retirà de la política.